# Clare (Michigan)
Clare è un comune degli Stati Uniti d'America, situato nello Stato del Michigan, diviso tra la contea di Clare e la contea di Isabella.